# Смешанная сборная Люксембурга по кёрлингу
Смешанная сборная Люксембурга по кёрлингу — смешанная национальная сборная команда (составленная из двух мужчин и двух женщин), представляет Люксембург на международных соревнованиях по кёрлингу. Управляющей организацией выступает Ассоциация кёрлинга Люксембурга (фр. Association Luxembourgeoise de Curling, англ. Luxembourg Curling Association).

## Результаты выступлений

### Чемпионаты мира
| Год       | М              | И              | В              | П              | Состав (скипы выделены) | Состав (скипы выделены) | Состав (скипы выделены) | Состав (скипы выделены) | Состав (скипы выделены) |
| Год       | М              | И              | В              | П              | Четвёртый               | Третий                  | Второй                  | Первый                  | Тренер                  |
| --------- | -------------- | -------------- | -------------- | -------------- | ----------------------- | ----------------------- | ----------------------- | ----------------------- | ----------------------- |
| 2015—2016 | не участвовали | не участвовали | не участвовали | не участвовали | не участвовали          | не участвовали          | не участвовали          | не участвовали          | не участвовали          |
| 2017      | 37             | 7              | 0              | 7              | Alex Benoy              | Karen Wauters (в/с)     | Marc Husi               | Susi Benoy              |                         |
| 2018      | не участвовали | не участвовали | не участвовали | не участвовали | не участвовали          | не участвовали          | не участвовали          | не участвовали          | не участвовали          |
| 2019      | 37             | 7              | 0              | 7              | Alex Benoy              | Karen Wauters           | Marc Husi               | Susi Benoy              |                         |
| 2022      | 35             | 8              | 0              | 8              | Alex Benoy              | Karen Wauters           | Lukas Jirousek          | Maja Bjerg-Petersen     |                         |

### Чемпионаты Европы
| Год       | Место          | Игры           | Победы         | Поражения      |
| --------- | -------------- | -------------- | -------------- | -------------- |
| 2005      | 21             | 5              | 0              | 5              |
| 2006—2014 | не участвовали | не участвовали | не участвовали | не участвовали |

(данные отсюда:)